# 康利 (瓦兹省)
康利（法語：Canly，法語發音：[kɑ̃li]）是法国瓦兹省的一个市镇，属于贡比涅区。

## 地理
康利（49°23'11"N, 2°42'30"E）面积8 平方千米，位于法国上法蘭西大區瓦兹省，该省份为法国北部内陆省份，北起索姆省，西接厄尔省和滨海塞纳省，南至塞纳-马恩省和瓦兹河谷省，东临埃纳省。
与康利接壤的市镇（或旧市镇、城区）包括：阿尔西、隆格伊圣玛丽、勒法耶勒、格朗弗雷努瓦、容基耶尔。

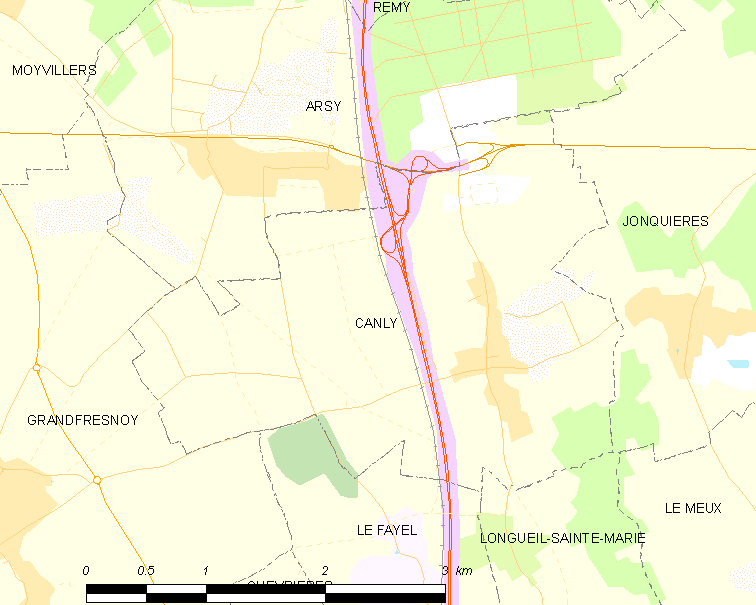
的OSM定位图

康利的时区为UTC+01:00、UTC+02:00（夏令时）。

## 行政
康利的邮政编码为60680，INSEE市镇编码为60125。

## 政治
康利所属的省级选区为埃斯特雷圣但尼县。

## 人口

1962-2008年间人口变化图示

康利于2022年1月1日时的人口数量为743人。